# Northfield House

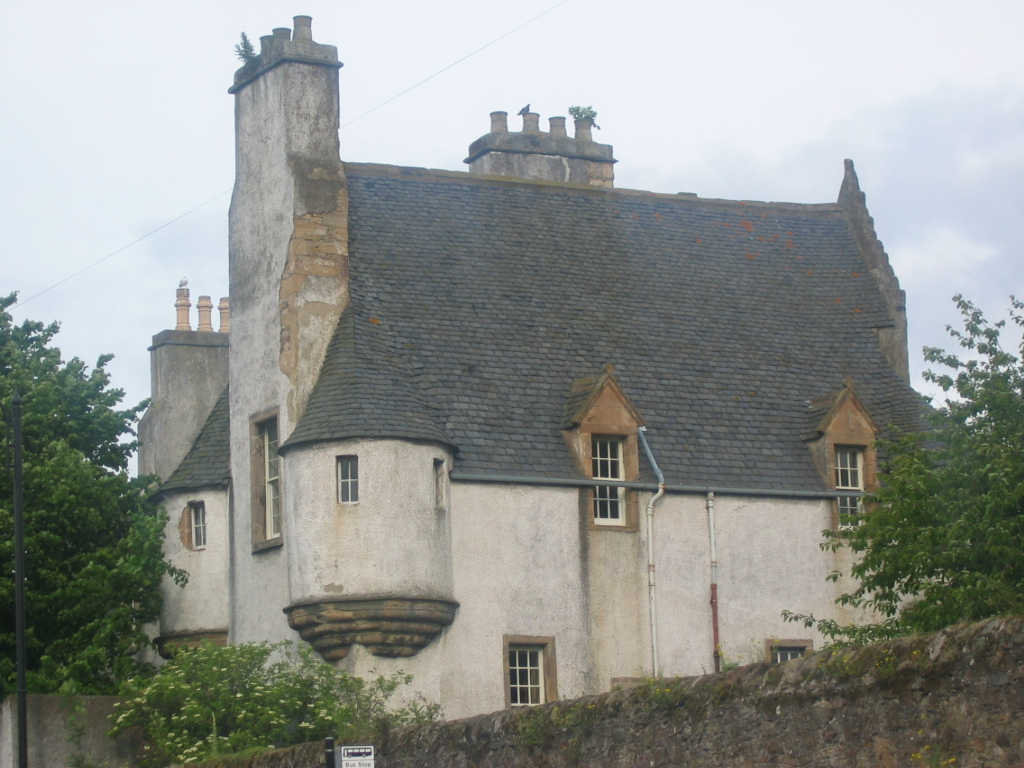
Northfield House

Northfield House, auch Northfields House, ist ein Herrenhaus in der schottischen Stadt Prestonpans in der Council Area East Lothian. 1971 wurde das Bauwerk in die schottischen Denkmallisten in der höchsten Kategorie A aufgenommen. Außerdem bildet es zusammen mit dem zugehörigen Taubenturm ein Denkmalensemble der Kategorie A. Des Weiteren ist der Taubenturm separat als Kategorie-A-Bauwerk klassifiziert.

## Geschichte
Sehr wahrscheinlich ließ George Hamilton Northfield House im späten 16. Jahrhundert erbauen. Im Jahre 1611 wurde der Ostflügel durch Joseph Marjoribanks erweitert, wodurch der heutige Grundriss entstand. Im Jahre 1703 erwarb die Familie Syme das Anwesen. Dies ging einher mit einer umfassenden Umgestaltung des Innenraums, wobei durch Errichtung weiterer Wände neue Räume geschaffen wurden. Durch Überarbeitungen im georgianischen Stil wurde ein Deckengemälde aus dem 17. Jahrhundert verdeckt, welches in den 1950er Jahren wieder freigelegt wurde.

## Beschreibung
Northfield House liegt an der Preston Road im Süden von Prestonpans unweit von Hamilton House. Das dreistöckige Gebäude weist einen L-förmigen Grundriss auf. Die Fassaden sind mit Harl verputzt, wobei die Faschen ausgespart wurden. Im Gebäudeinnenwinkel an der nordexponierten Frontseite tritt ein Turm mit Kegeldach halbrund hervor. Oberhalb der Eingangstüre verläuft ein Gurtgesims. Traufseitig sind Lukarnen verbaut, während an den Gebäudekanten auf gleicher Höhe Tourellen auskragen. Eine zweiflüglige Türe an der Gebäuderückseite ist mit profilierter Laibung und der Inschrift „Excep the Lord Buld In Wane Bulds Man“ [sic!] gestaltet. Ein Gesims oberhalb der Türe zeigt die Wappen der Familien Marjoribanks und Simpson, die Initialen „IM“ und „MS“ sowie das Baujahr 1611.

## Taubenturm

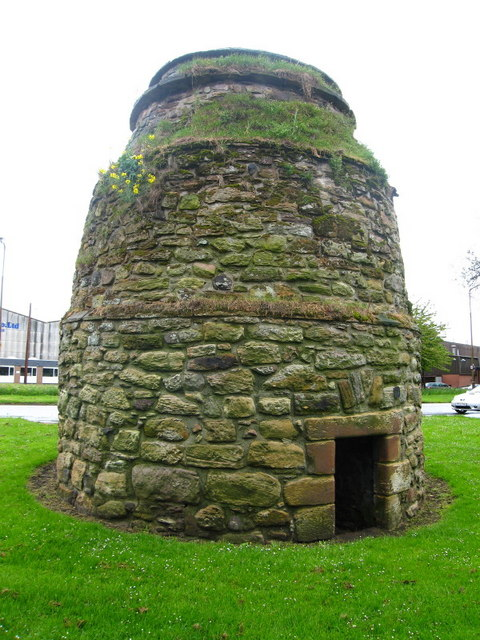
Taubenturm von Northfield House

Der Taubenturm von Northfield House stammt aus dem 17. Jahrhundert. Er liegt rund 80 m südöstlich des Herrenhauses und weist die zeitgenössische Bauform eines Bienenkorbes mit kreisförmigem Grundriss auf. Das Mauerwerk des dreistöckigen Bauwerks besteht aus Bruchstein. Umlaufende Gurtgesimse gliedern die Fassade. Im Inneren sind rund 600 Nistkästen installiert.